# Larry Nassar
Larry Nassar (Farmington Hills, 16 agosto 1963) è un criminale statunitense.
È stato osteopata della nazionale statunitense di ginnastica artistica dal 1996 fino al 2017, anno in cui è stato accusato e in seguito processato e condannato a un totale di 176 anni di reclusione, per aver abusato sessualmente di almeno 256 atlete durante le sue sedute.
Fra le vittime degli abusi di Nassar vi sono anche atlete di spicco della nazionale statunitense, fra cui Simone Biles, Aly Raisman, McKayla Maroney, Jordyn Wieber, Maggie Nichols, Gabby Douglas, Madison Kocian, Ashton Locklear, Kyla Ross, Bailie Key, Terin Humphrey, Jeanette Antolin e Jamie Dantzscher.

## Indagini sugli abusi
Nel 2015, durante uno dei ritiri della nazionale di ginnastica artistica femminile statunitense presso il Karolyi Ranch in Texas (di proprietà dei coniugi Béla e Márta Károlyi, rispettivamente ex coordinatore e allora coordinatrice della squadra nazionale), Maggie Nichols chiese alla compagna e amica Alexandra Raisman se alcune pratiche di Nassar fossero comunemente in uso. Casualmente l'allenatrice di Nichols ascoltò la conversazione e chiamò i genitori della ragazza per comunicare l'accaduto. La famiglia dell'atleta effettuò varie segnalazioni rivolte ai dirigenti della nazionale e Steve Penny, l'allora presidente della USA Gymnastics, li rassicurò dicendo che si sarebbero occupati di chiamare le autorità e avrebbero preso i dovuti provvedimenti. In realtà Penny non chiamerà mai le autorità competenti ma anzi, distruggerà e occulterà prove che avrebbero potuto incriminare Nassar.
Sempre nel 2015, anche McKayla Maroney, allora 20enne, denuncia Nassar con una telefonata all'FBI, ma gli agenti non danno seguito alla sua segnalazione e nel 2016 firma un accordo di riservatezza con la Federazione americana di ginnastica, in cui si impegna a non diffondere la cosa. Tuttavia, l'accordo era illegale per la legge americana, che vieta gli accordi di riservatezza per i casi di abuso sessuale sui minorenni.
Lo scandalo scoppia quindi solo nel 2017, in concomitanza con i movimento #metoo grazie a un'inchiesta dell'Indianapolis Star, il quale raccoglie le testimonianze di 368 ex ginnaste.
Nel 2018 Nassar viene processato e ritenuto colpevole di abusi sessuali su più di 500 atlete
Anche Márta Károlyi e il marito Béla Károlyi (ex coordinatori della squadra statunitense) furono sospettati di aver coperto gli abusi, ma la Usa Gymnastics continuò a rinnovare il contratto di affitto per il Karolyi Ranch, dove erano avvenuti molti degli abusi di Nassar, fino a quando la pluricampionessa Simone Biles non dichiarò pubblicamente, il 15 gennaio 2018, di essere una delle vittime di Nassar e di "star male all'idea di dover tornare ad allenarsi al ranch".

## USA Gymnastics
In seguito alle indagini su Nassar, vennero coinvolti nello scandalo altri personaggi di spicco della USA Gymnastics, accusati o condannati per aver coperto i crimini di Nassar. Fra questi vi erano i già citati Béla e Márta Károlyi (ex direttori tecnici della nazionale statunitense), l'ex presidente della USA Gymnastics Steve Penny, condannato come complice di Nassar, e John Geddert, accusato di traffico di esseri umani (ex allenatore di Jordyn Wieber e direttore tecnico della squadra statunitense alle Olimpiadi di Londra 2012).

## Il ruolo dell'FBI
In coda al processo Nassar, vi fu un'inchiesta parlamentare sull'FBI. L'organismo venne infatti accusato di non aver tenuto conto delle segnalazioni arrivate dalle atlete negli anni.
Il 15 settembre 2021 Simone Biles, Aly Raisman, McKayla Maroney e Maggie Nichols hanno testimoniato davanti al Senato degli Stati Uniti all'interno dell'indagine per verificare le responsabilità dell'FBI nelle indagini sui reati di Nassar. McKayla Maroney ha accusato l'FBI non solo di avere ignorato le sue segnalazioni, ma anche di avere mentito su di esse..

## Conseguenze a livello nazionale
Oltre alle denunce legate agli abusi sessuali di Nassar, diverse ginnaste cominciarono a denunciare gli abusi verbali, fisici e psicologici subiti dagli allenatori: Maggie Haney, ex allenatrice di Laurie Hernandez e Riley McCusker, è stata sospesa per otto anni dalla USA Gymnastics in seguito alle accuse di negligenza, abusi fisici e psicologici; McKayla Maroney ha denunciato gli abusi psicologici perpetrati dai suoi ex allenatori; Katelyn Ohashi ha dichiarato che il suo ex allenatore Valeri Liukin aveva un atteggiamento abusivo; Dominique Moceanu ha denunciato gli abusi di Béla e Márta Károlyi, seguita dalla ginnasta romena Emilia Eberle; nel 2020, la ginnasta Ashton Kim, che si era allenata presso la Texas Dreams Gymnastics, denunciò gli abusi perpetrati dall'allenatrice Kim Zmeskal e il marito Chris Burdette.

## Conseguenze a livello mondiale
Sull'onda delle denunce di abusi sessuali delle ginnaste statunitensi, anche in altri paesi del mondo diverse ginnaste cominciarono a denunciare pubblicamente gli abusi (sessuali, verbali e psicologici) subiti dagli allenatori o dallo staff medico: in Gran Bretagna la campionessa olimpica Amy Tinkler e le sorelle Becky ed Elissa Downie hanno denunciato pubblicamente l'intera Federazione britannica, che ha ripetutamente ignorato e nascosto le denunce fatte dalle ginnaste contro i loro allenatori; in Germania la campionessa mondiale Pauline Schäfer ha accusato gli allenatori di body-shaming, abusi psicologici e di averla fatta allenare nonostante fosse infortunata; in Olanda due allenatori della squadra nazionale, Vincent Wevers (padre e allenatore della campionessa olimpica Sanne Wevers) e Gerben Wiersma, sono stati sospesi dalla federazione in seguito alle accuse di abusi fisici e psicologici; in Belgio l'allenatore della campionessa olimpica Nina Derwael, Yves Kieffer, ha ricevuto accuse di abusi psicologici da parte di diverse ginnaste; in Australia l'intero sistema viene messo sotto accusa da numerose ginnaste, che accusano la federazione di aver messo la vittoria di medaglie davanti alla salute delle atlete; in Canada l'allenatore Dave Brubaker, direttore tecnico della nazionale a Rio 2016, è stato sospeso a vita dalla Federazione con l'accusa di molestie sessuali; in Grecia, 24 atleti, sia uomini che donne, hanno scritto una lettera alla Presidente della repubblica e al Primo ministro per denunciare gli abusi decennali subiti dai propri allenatori, definendo i loro comportamenti "vicini alla tortura"; nel 2018 la ginnasta giapponese Sae Miyakawa ha confermato che il suo allenatore la colpiva alla testa durante gli allenamenti, dopo che il video di uno di questi episodi è trapelato su Youtube; in Italia, due ginnaste (Carlotta Ferlito e Sophia Campana) hanno parlato pubblicamente di come alcuni allenatori le offendessero per il proprio fisico, facendo loro sviluppare disturbi alimentari.. In seguito saranno le "farfalle" della ginnastica ritmica a denunciare abusi fisici e psicologici

## Nella cultura di massa
- Nel 2019 è stato realizzato il documentario HBO At The Heart of Gold.[39]
- Nel 2020 è stato realizzato il documentario Netflix Atleta A.[40]